# Paliwo

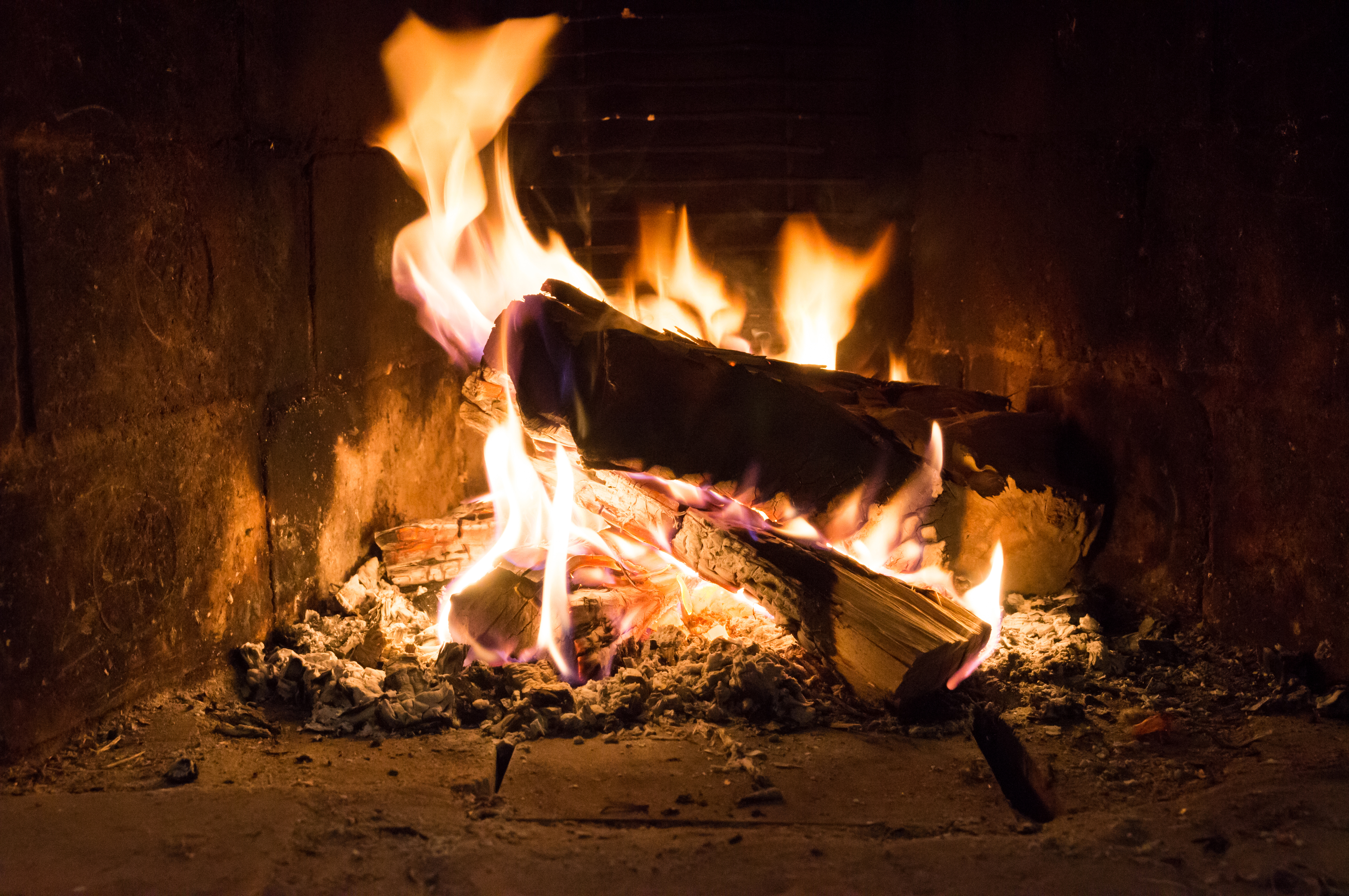
Drewno – paliwo stałe w palenisku

Paliwo – substancja wydzielająca przy intensywnym utlenianiu (spalaniu) duże ilości ciepła. Energia uzyskana ze spalania paliwa wykorzystywana jest przez:
- maszynę (silnik cieplny) lub zespół maszyn i urządzeń (siłownia cieplna) do produkcji energii mechanicznej
- kocioł do celów grzewczych lub procesów technologicznych.

Najważniejszą cechą paliw jest ich ciepło spalania i wartość opałowa.

## Podział paliw
Paliwa ze względu na pochodzenie dzielą się na:
- paliwa naturalne: ropa naftowa, gaz ziemny, węgiel kamienny, węgiel brunatny, torf, biomasa (w tym drewno), biogaz;
- paliwa sztuczne: wytwarzane przy przeróbce paliw naturalnych (koks, olej opałowy, olej napędowy, benzyna, gaz drzewny, gaz świetlny, LPG).

Paliwa ze względu na stan skupienia dzielą się na:
- paliwa stałe
- paliwa ciekłe
- paliwa gazowe

Paliwa ze względu na zastosowanie dzielą się na:
- paliwa opałowe (do spalania zewnętrznego), często określane jako „opał”. Paliwa opałowe stałe to m.in. węgiel, koks, drewno.
- paliwa napędowe (do spalania wewnętrznego).

Oddzielną grupę stanowi paliwo jądrowe.